# ジェニーはご機嫌ななめ
「ジェニーはご機嫌ななめ」（ジェニーはごきげんななめ）は、1980年（昭和55年）6月1日にリリースされた、日本のロックバンド・ジューシィ・フルーツのデビュー・シングルである。

## 概要
本シングルによるデビューの前年、1979年（昭和54年）8月に結成された近田春夫&BEEFを発展的に解消し、結成されたのがジューシィ・フルーツである。本シングルは、近田春夫のキングレコードから日本コロムビアへの移籍にともない、コロムビアのBLOW UPレーベルから発売された。リリースナンバーはAK-655-A、定価は600円であった。
デビューシングルながら、全編をファルセットによるウィスパー・ボイスで歌い切るという、当時ではほかに類を見ない新鮮な手法が話題を呼び、オリコンチャートでは週間最高で5位、37万枚を売り上げた。
TBSの音楽番組『ザ・ベストテン』にも、第141回に初登場、同曲で4回登場した。表題曲はスタンダードナンバーとなり、多くカヴァーされた（#表題曲カヴァー参照）。
現在、音源は「ジェニーはご機嫌ななめ」に関しては、2005年（平成17年）1月26日に発売されたCD『ジューシィ・フルーツ ゴールデン☆ベスト -多汁果実 品質特撰-』をはじめ、数多くリリースされている。『お出かけコンセプト』に関しては、1993年（平成5年）10月21日にCD再発売されたアルバム『Drink! Juicy Fruits』（原発売、1980年7月）にのみ収録されている。

## 収録曲
1. ジェニーはご機嫌ななめ （3分42秒）
  - 作詞：沖山優司、作曲：近田春夫、編曲：Juicy Fruits
2. お出かけコンセプト （3分23秒）
  - 作詞・作曲：奥野敦子、編曲：Juicy Fruits

## 表題曲カヴァー
- 越智静香 （シングル表題曲、ダブリューイーエー・ジャパン、1991年3月25日）※TSUKUMO CMソング
- ロビン （マキシシングル表題曲、ファンハウス、1994年11月16日）
- IRIA（セルフカバー、レゲエ・バージョン、『JAPANESE LOVERS』、1995年2月1日）[4]
- 神咲まゆみ （シングル表題曲、パラダイム、1999年4月21日）[4]
- マミー・ザ・ピープショウ （『This is Egg Speaking』、UK.PROJECT/ベンテンレーベル、1999年6月25日）[4]
- ハイポジ （マキシシングル表題曲、CONTEMP RECORDS、2000年2月19日）[4]
- Perfume （シングル『スウィートドーナッツ』カップリング、BEE-HIVEレコード、2003年8月6日）
- 三喜屋・野村モーター'S BAND（『ROOTS』、Peg、2006年12月20日）[4]
- 桜（もも）mint's （2006年）[4]
- 中澤優子 （CDシングル表題曲、石丸電気、2006年12月16日）
- YUMICORN （『POP☆CORN』、REALROX、2007年6月13日）[4]
- カジヒデキ （『夜のロックスタジオ』、フジテレビ、2007年10月9日）
- 矢口真里 （DVD『歌ドキッ! 〜ポップクラシックス〜』、アップフロントワークス、2007年10月24日）
- 稲森寿世 （シングル『GIRLS STYLE』カップリング、avex trax、2008年5月7日）[4]
- GO!GO!7188 （アルバム『虎の穴 2』、BMG JAPAN、2008年5月28日）[4]
- やくしまるえつこ （シングル『おやすみパラドックス/ジェニーはご機嫌ななめ』両A面シングル、スターチャイルド、2009年10月21日）
- Peronica （アルバム『A Tricolore Summer』、Deracine Music Records、2010年7月7日）
- イリア(ジューシィ・フルーツ)&初音ミク （アルバム『初音ミクsingsニューウェイヴ』、ビクターエンタテインメント、2011年10月26日）
- Saku（ミニアルバム『ZOMBIE MORNING e.p.』に収録。2014年7月9日）

## エピソード
- 島田紳助＆明石家さんま『い・け・な・いお化粧マジック』（『い・け・な・いルージュマジック』のパロディ）のB面にこの曲を引用した歌謡テクノポップ『I LOVE YOUしたいよ』が収録されている。
- 1981年に放映されたトーヨーサッシ（現・LIXILのTOSTEMブランド）のCMにおいて、『ジェニーはご機嫌ななめ』の替え歌が流されていた。